# Satan Met a Lady
Satan Met a Lady (bra: Satã Encontrou uma Dama) é um filme estadunidense de 1936, dos gêneros mistério e comédia dramática, dirigido por William Dieterle, e estrelado por Bette Davis e Warren William.
O roteiro de Brown Holmes é uma adaptação do romance "The Maltese Falcon" (1929), de Dashiell Hammett. A obra foi adaptada originalmente por Alfred A. Knopf em 1929 e transformada em filme, que foi filmado anteriormente em 1931, sob pre-Code, com o nome original "The Maltese Falcon", dirigido por Roy Del Ruth e refeito novamente cinco anos depois como "Relíquia Macabra", dirigido por John Huston e com Humphrey Bogart interpretando o detetive Sam Spade.

## Sinopse
Ted Shane (Warren William) é contratado pela enigmática Valerie Purvis (Bette Davis) para encontrar Farrow, um homem que a rejeitou. Quando Astrid Ames (Winifred Shaw), ex-parceira de Shane, e Farrow acabam assassinados, o detetive suspeita que Valerie possa estar escondendo alguns segredos. Logo, Shane tem uma outra cliente: Madame Barrabás (Alison Skipworth), uma mulher que está procurando por um lendário chifre de carneiro repleto de joias que rapidamente se torna procurado por todos os envolvidos.

## Elenco
- Bette Davis como Valerie Purvis
- Warren William como Ted Shane
- Alison Skipworth como Madame Barrabás
- Arthur Treacher como Anthony Travers
- Winifred Shaw como Astrid Ames
- Marie Wilson como Srta. Murgatroyd
- Porter Hall como Milton Ames
- Olin Howland como Detetive Dunhill
- Charles C. Wilson como Detetive Pollock
- William Davidson como Porta-voz (não-creditado)
- John Elliott como Membro do Comitê (não-creditado)
- Leo White como Garçom (não-acreditado)

## Produção
Como já possuíam os direitos de tela do romance de Dashiell Hammett, "The Maltese Falcon", os executivos econômicos da Warner Bros. decidiram filmar outra versão do livro e designaram o escritor contratado Brown Holmes para escrever o roteiro. Mostrando pouca consideração pelo material original, Holmes converteu seu objeto de desejo – uma estatueta de um falcão incrustada de joias – em um chifre de carneiro cheio de pedras preciosas, além de alterar nomes de personagens (Sam Spade tornou-se "Ted Shane"), o sexo de um dos crimininosos do masculino para o feminino, e renomeou a história, primeiro para "The Man in the Black Hat" e depois "Men on Her Mind".
As filmagens começaram em 1 de dezembro de 1935, embora a protagonista Bette Davis, chateada por estar sendo forçada a participar de filmes menos aclamados depois de concluir um projeto de prestígio como "A Floresta Petrificada", não se apresentou ao set. "Fiquei tão angustiada com todo o tom do roteiro e a insipidez do meu papel que caminhei até o escritório do Sr. Warner e exigi que me desse um trabalho que fosse compatível com minha capacidade comprovada", ela lembrou mais tarde em sua autobiografia. "Me prometeram coisas maravilhosas se eu fizesse esse filme". Davis foi suspensa em 3 de dezembro e, irritada e ressentida, mas precisando de seu salário para cobrir as despesas de sua mãe e cuidados médicos para sua irmã, voltou a trabalhar três dias depois.

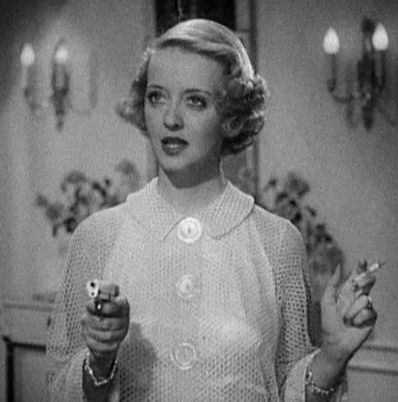
Valerie: "Você se importaria de tirar o chapéu na presença de uma dama com uma arma?"

Após a conclusão da fotografia principal, o diretor de arte Max Parker montou um rascunho que confundiu tanto os chefes de estúdio que designaram Warren Low para reeditá-lo. Foi lançado em 22 de julho de 1936, renomeado "Satan Met a Lady" (o livro tinha uma fala descrevendo Sam Spade como "agradavelmente parecido com um Satanás loiro"). A essa altura, Davis estava em Londres, tendo sido novamente suspensa por se recusar a retratar uma lenhadora em "God's Country and the Woman". Nos últimos anos, lembrou de sua insistência: "Eu não vou fazer isso! Satan Met a Lady foi ruim o suficiente, mas isso é uma bobagem absoluta".

## Recepção
Bosley Crowther, do The New York Times, chamou o filme de "uma farsa cínica de barateamento elaborado e sustentado" que "merece ser citado como um clássico da estupidez", e observou: "Sem tomar partido em uma controvérsia de proporções tão titânicas, não passa de galanteria observar que se Bette Davis não tivesse efetivamente defendido sua própria causa contra os Warner recentemente ao deixar seu emprego, o governo federal eventualmente teria que intervir e fazer algo a respeito. Depois de ver Satan Met a Lady ... todas as pessoas que pensam devem reconhecer que um Projeto de Recuperação de Bette Davis (PRBD) para evitar o desperdício dos talentos dessa dama talentosa não seria uma adição muito drástica aos nossos vários programas para a conservação dos recursos naturais". Ele concluiu: "Tão desconectado e lunático são os incidentes do filme, o povo é tão irrelevante e monstruoso, que se vive na expectativa constante de ver um grupo de indivíduos uniformizados aparecer de repente por trás dos móveis e levar todo o elenco sob custódia protetora. Não há história, apenas uma miscelânea de absurdos representando uma série de compromissos práticos de estúdio com um roteiro impraticável. É o tipo de erro sobre o qual a coisa considerada discreta é desenhar o véu do silêncio".
A resenha de 1936 da revista Variety foi menos mordaz, mas pouco entusiasmada. "Este é uma refilmagem inferior de The Maltese Falcon [de 1931] ... Muitas mudanças foram feitas na estrutura da história, bem como no título, mas nenhuma é uma melhoria". Ele observou que os créditos de Davis e William foram colocados "abaixo do título" e que "Davis tem muito menos a fazer do que pelo menos um outro membro feminino do elenco". Houve impressões mistas sobre William: enquanto Sam Spade de Ricardo Cortez no filme de 1931 tinha sido "natural e divertido, [William] e sua detecção satírica de crimes agora são forçadas e não naturais". No entanto, ao mesmo tempo, "sua atuação é tudo o que mantém o filme em movimento em muitos momentos de atraso". Em resumo, a crítica disse: "Não há quase nenhum mistério nesta versão. A comédia não é forte o suficiente para preencher a conta".
Time Out London observou que, embora o filme não possa se comparar com a adaptação cinematográfica de 1941 do romance de Hammett, "graças à direção elegante e espirituosa de Dieterle e às excelentes performances, é, no entanto, divertida e peculiarmente engraçada, pelo menos até pouco antes do fim, quando toda uma fatia de exposição de enredo não digerida de repente alcança a ação".

### Bilheteria
O filme arrecadou US$ 266.000 nacionalmente e US$ 48.000 no exterior, totalizando US$ 314.000 mundialmente.